# Богданович, Илья Геннадьевич
Илья Геннадьевич Богданович (бел. Ілья Генадзевіч Багдановіч; род. 30 января 2004, Барановичи, Брестская область) — белорусский футболист, защитник брестского «Динамо».

## Карьера
Воспитанник футбольной академии брестского «Динамо», к которой присоединился в 2017 году и в дальнейшем выступал вплоть до конца 2020 года. В 2021 году перешёл в брестский «Рух», где выступал за дублирующий состав и в юношеской команде. В июле 2022 года вернулся в брестское «Динамо», подписав с клубом контракт на 2 года. Сразу же отправился выступать в дублирующий состав, однако регулярно попадал в заявку основной команды. Дебютировал за клуб 2 сентября 2022 года в матче против «Минска», выйдя на замену на последней минуте.
В январе 2023 года продлил контракт клубом до конца 2024 года. В феврале 2023 года выбыл из распоряжения клуба на полтора месяца из-за перелома, полученного во время товарищеского матча с мозырской «Славией». Первый матч в новом сезоне сыграл 3 сентября 2023 года против борисовского БАТЭ, выйдя на замену на 84 минуте. В матче предпоследнего тура чемпионата 26 ноября 2023 года против «Сморгони» получил разрыв крестообразных связок. По итогу сезона вместе с клубом завершил чемпионат на итоговом десятом месте.

## Международная карьера
В ноябре 2023 года получил вызов в молодёжную сборную Беларуси. Дебютировал за сборную 15 ноября 2023 года в товарищеском матче против сборной России.